# GOM Player
Pour les articles homonymes, voir GOM.
GOM Player (Gretech Online Movie Player) est un lecteur de fichiers multimédia pour Windows. Il a été créé par la société Gretech Corporation située en Corée du Sud. Un de ses grands atouts est qu'il est capable de lire la plupart des fichiers multimédias sans aucune installation de codec. Il peut également lire des fichiers corrompus que Windows Media Player est incapable de lire.

## GOM TV
GOM TV est le service de streaming le plus populaire en Corée du Sud, ce qui est la principale raison pour laquelle GOM Player a acquis une aussi grande popularité en Corée du Sud. La plateforme GOM TV met à disposition de ses utilisateurs de nombreuses vidéos allant du simple documentaire de National Geographic et film dramatique aux plus grandes productions cinématographiques et vidéos pour adultes.

## Popularité en Corée du Sud
En juillet 2006, Gretech a annoncé que GOM Player était le lecteur de fichiers multimédia
le plus utilisé en Corée du Sud, même devant le Lecteur Windows Media de Microsoft. Les statistiques ont donné 29,8 % d'utilisation pour GOM Player contre 26,7 % pour le Lecteur Windows Media de Microsoft.
D'autres lecteur de fichiers multimédia coréens sont utilisés comme Adrenalin, ALShow et The KMPlayer.